# Moeraskamstaartje
Het moeraskamstaartje (Antistea elegans) is een spinnensoort in de taxonomische indeling van de kamstaartjes (Hahniidae).
Het dier behoort tot het geslacht Antistea. De wetenschappelijke naam van de soort werd voor het eerst geldig gepubliceerd in 1841 door John Blackwall.